# Brennius
Brennius was volgens de legende, zoals beschreven door Geoffrey of Monmouth, koning van Northumberland en Allobroges. Hij was de zoon van Dunvallo Molmutius en broer van Belinus.

## Troonopvolging en broederstrijd
Over de troonopvolging ontstond oorlog tussen de broers Brennius en Belinus. Door bemiddeling van vrienden werd een wapenstilstand bedongen, en er ontstond een compromis: Belinus werd koning der Britten, en Brennius kreeg het noordelijk deel van het land.
Vijf jaar later bleek hoe broos de wapenstilstand was. Brennius huwde de dochter van de Noorse koning, zonder zijn broer om raad te vragen. Belinus trok, als reactie, Northumberland binnen, en veroverde Brennius' land. Toen de Deense koning, die Brennius' bruid had ontvoerd, per ongeluk met zijn vloot in Brittannië landde, werd deze door Belinus gevangengezet, in afwachting van de aankomst van Brennius. Deze landde echter in Alba (Schotland), en eiste zijn bruid en zijn landerijen terug. Indien niet aan deze eis zou worden voldaan, zou hij bij eerste gelegenheid zijn broer Belinus doden.
Belinus verzamelde alle Britse legers achter zich, en trok ten strijde tegen zijn broer in de bossen van Calaterium. In een zware veldslag werd Brennius' leger verslagen, waarop Brennius naar Gallië vluchtte. Berlinus werd daarop koning van geheel Brittannië. Hij scherpte de wetten van Molmutine, die zijn vader had opgezet, verder aan, en regeerde rechtvaardig.
Brennius op zijn beurt plande een invasie van Brittannië, en zocht daarbij hulp bij de Gallische legers. Opnieuw werd een zware slag geleverd, totdat hun moeder Brennius overtuigde dat zij vrede moesten sluiten. Er werd een verbond opgesteld, en de broers regeerden hun deel van het koninkrijk in vrede en samenspraak.
Gezamenlijk trokken de legers van Belinus en Brennius ten strijde tegen Gallië. Na een jaar oorlog voeren overwonnen zij alle  legers in Gallië.

## Verovering van Rome
Met een aldus nog groter leger trok Berlinus naar Italië, en dreigde met een invasie van Rome. Twee Romeinse consuls, Gabias en Porsenna pleitten voor vrede, en boden rijkdom, eer en gijzelaars als teken van onderwerping. Belinus en Brennius gingen akkoord met de overeenkomst, en trokken met hun legers naar Duitsland. Al snel na hun vertrek echter brak Rome het verdrag en het Romeinse leger trok noordwaarts, achter de Britse legers aan. Brennius raakte slaags met de Romeinen, en Belinus bleef in oorlog met de Germanen. De Romeinse troepen die de Germanen steunden trachtten hun landgenoten te bereiken, en moesten daarvoor om Belinus' leger heen trekken. Belinus doorzag dit, en wachtte hen op in een vallei waar de Romeinse legers doorheen moesten trekken. In de ochtend viel hij de Romeinen aan, die onvoorbereid waren, en aldus verslagen werden.
Daarop besloot Belinus zijn broer te ondersteunen, die Rome belegerde. De Romeinen verdedigden de stad vele dagen, en sloegen de aanvallen met succes af. Belinus besloot de gijzelaars, die hem bij de totstandkoming van het verdrag waren toegewezen, in het openbaar op te hangen, maar de Romeinen werden daardoor alleen vastbeslotener. De twee consuls namen deel aan de strijd en de Romeinen slaagden erin de Britse legers terug te dringen. Niet voor lang echter, want Belinus hergroepeerde zijn legers, en kon op die manier standhouden. De stadsmuren werden neergehaald, en het Brits/Gallische leger trok de stad binnen.
Belinus liet Brennius achter in Rome, en vertrok naar Brittannië. Brennius bleef de rest van zijn leven in Rome.